# أم ساك
أم ساك هي محافظة فرعية في إقليم البطحة في تشاد .